# Prosotropis monensis
Prosotropis monensis är en insektsart som beskrevs av Ramos 1946. Prosotropis monensis ingår i släktet Prosotropis och familjen Kinnaridae. Inga underarter finns listade i Catalogue of Life.